# 917 Ліка
917 Ліка (917 Lyka) — астероїд головного поясу, відкритий 5 вересня 1915 року.
Тіссеранів параметр щодо Юпітера — 3,505.
Названий ім'ям подруги сестри вченого-відкривача астероїда — російського (радянського) астронома Григорія Неуйміна.